# Калашников, Николай Фёдорович
Николай Фёдорович Калашников (род. 11 октября 1940, Москва) — советский ватерполист, бронзовый призёр Олимпийских игр. Мастер спорта СССР (1962). Заслуженный мастер спорта СССР.

## Карьера
Выступал за МГУ (Москва).
На Олимпийских играх 1964 года в составе сборной СССР выиграл бронзовую медаль. На турнире Калашников провёл 6 матчей и забил 2 гола.